# Лішуй
Лішуй (кит. спр. 丽水市, піньїнь: Líshuǐ Shì) — місто-округ в східнокитайській провінції Чжецзян.

## Географія
Лішуй розташовується на півдні провінції на схід від пасма Уїшань.

### Клімат
Місто знаходиться у зоні, котра характеризується вологим субтропічним кліматом. Найтепліший місяць — липень із середньою температурою 30 °C (86 °F). Найхолодніший місяць — січень, із середньою температурою 6.7 °С (44 °F).
| Клімат Лішуя            | Клімат Лішуя | Клімат Лішуя | Клімат Лішуя | Клімат Лішуя | Клімат Лішуя | Клімат Лішуя | Клімат Лішуя | Клімат Лішуя | Клімат Лішуя | Клімат Лішуя | Клімат Лішуя | Клімат Лішуя | Клімат Лішуя |
| Показник                | Січ.         | Лют.         | Бер.         | Квіт.        | Трав.        | Черв.        | Лип.         | Серп.        | Вер.         | Жовт.        | Лист.        | Груд.        | Рік          |
| Абсолютний максимум, °C | 25           | 25           | 31           | 35           | 37           | 38           | 41           | 38           | 37           | 33           | 32           | 26           | 41           |
| Середній максимум, °C   | 12           | 12           | 18           | 23           | 25           | 31           | 36           | 34           | 29           | 24           | 19           | 13           | 23           |
| Середня температура, °C | 6            | 7            | 13           | 18           | 21           | 26           | 30           | 28           | 25           | 19           | 14           | 9            | 18           |
| Середній мінімум, °C    | 1            | 3            | 8            | 13           | 17           | 21           | 24           | 23           | 21           | 14           | 10           | 5            | 13           |
| Абсолютний мінімум, °C  | −6           | −6           | 0            | 2            | 10           | 13           | 20           | 18           | 11           | 2            | −3           | −3           | −6           |
| Норма опадів, мм        | 40           | 100          | 170          | 190          | 260          | 340          | 120          | 150          | 100          | 60           | 70           | 40           | 1680         |
| Вологість повітря, %    | 72           | 75           | 77           | 73           | 79           | 77           | 71           | 76           | 78           | 73           | 76           | 75           | 75           |
| ----------------------- | ------------ | ------------ | ------------ | ------------ | ------------ | ------------ | ------------ | ------------ | ------------ | ------------ | ------------ | ------------ | ------------ |
| Джерело: Weatherbase    |              |              |              |              |              |              |              |              |              |              |              |              |              |

## Адміністративний поділ
Міський округ поділяється на 1 район, 1 місто і 7 повітів (один з них є автономним):
| Карта                                                                    | Карта      | Карта          | Карта            |
| ------------------------------------------------------------------------ | ---------- | -------------- | ---------------- |
| Суйчан Лунцюань Цін'юань Сун'ян Юньхе Цзіннін-Ше Ляньду Цінтянь Цзіньюнь |            |                |                  |
| Статус                                                                   | Назва      | Оригінал       | Населення (2020) |
| Район                                                                    | Ляньду     | 莲都区         | 562 116          |
| Місто                                                                    | Лунцюань   | 龙泉市         | 248 866          |
| Повіт                                                                    | Суйчан     | 遂昌县         | 194 385          |
| Повіт                                                                    | Сун'ян     | 松阳县         | 204 880          |
| Повіт                                                                    | Цінтянь    | 青田县         | 509 053          |
| Повіт                                                                    | Цін'юань   | 庆元县         | 142 551          |
| Повіт                                                                    | Цзіньюнь   | 缙云县         | 405 318          |
| Повіт                                                                    | Юньхе      | 云和县         | 129 216          |
| Автономний повіт                                                         | Цзіннін-Ше | 景宁畲族自治县 | 111 011          |